# Planeta degenerado

Un planeta degenerado (mayormente llamado objeto subestelar degenerado) es un objeto astronómico compacto con una masa dentro del rango subestelar (generalmente ≤80 M♃), aunque este límite abarca el rango de las enanas marrones. A diferencia de los planetas clásicos, los planetas degenerados contrarrestan la contracción gravitacional principalmente mediante la presión de degeneración electrónica, en lugar de la presión térmica aunque en esta última puede jugar un factor importante en objetos semidegenerados. 

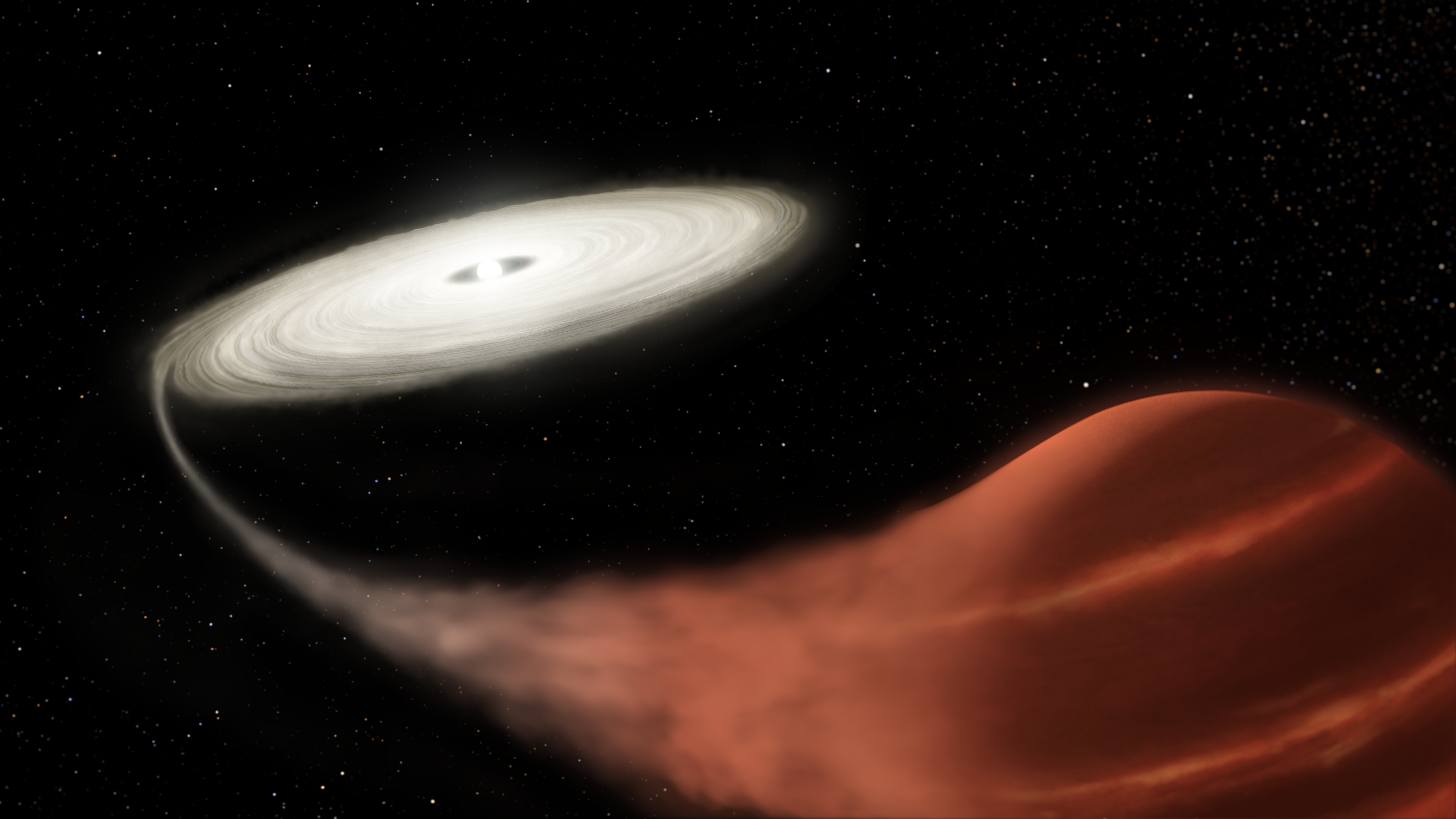
YZ Leonis Minoris y su compañera.

## Formación
Los planetas degenerados no se forman por acreción en un disco protoplanetario, sino que suelen ser restos estelares o subestelares que han perdido la mayor parte de su masa a través de la interacción con una estrella compañera, ya sea por procesos erosivos como vientos inducidos por radiación, eyección de envoltura común o efectos de marea, desbordamiento del límite de Roche, transferencia de masa u otros procesos.
Estos fenómenos son comunes en sistemas binarios compactos, donde la estrella primaria es un objeto compacto, como una enana blanca, una estrella de neutrones o un agujero negro. Si el remanente cae por debajo del umbral de fusión nuclear sostenida, se le denomina planeta degenerado.

## Clasificación
Dependiendo del grado de evolución del sistema y del objeto degenerado, estos pueden clasificarse por su fase de acreción como donantes activos (acrecientes) que continúan perdiendo masa hacia su estrella compañera y donantes apagados (no acrecientes) que no transfieren masa y han alcanzado la estabilidad (p. ej. PSR J1719-1438 b, WD 0032−317 b,  2S 0918−549, 4U 1543–624, ZTF J1406+1222 A).
También se clasifican correlativamente como objetos semidegenerados como YZ Leonis Minoris (tiene un 50% más de la masa esperada para la degeneración pura, lo que indica que la presión térmica es significativa), o objetos completamente degenerados como PSR J1719-1438 b.

## Características
Sus masas pueden variar desde unas pocas masas jovianas hasta ~80 MJ, que sería el límite superior teórico en el que un objeto subestelar comienza a sufrir fusión de hidrógeno, aunque su radio permanece constante entre el de Júpiter y el de Saturno, de forma similar a lo que ocurre con las típicas enanas marrones.

## Ejemplos notables
Un caso particular como PSR J1719−1438 b revela cómo estos objetos pueden desarrollar estructuras internas cristalinas, resultado de la cristalización gradual del plasma de iones en el núcleo bajo condiciones de densidad y temperatura extremas. En este caso, se cree que el planeta está compuesto predominantemente de carbono y oxígeno, estructurado en una forma diamantina o cristalina, lo que le confiere una notable rigidez mecánica además de la presión de degeneración.